# Stężyca (Pommeren)
Stężyca (Duits: Stendsitz) is een dorp in het Poolse woiwodschap Pommeren, in het district Kartuski. De plaats maakt deel uit van de gemeente Stężyca en telt 2200 inwoners.